# La Dessalinienne
La Dessalinienne é o hino nacional do Haiti. Sendo adaptado como tal em 1904. 
Lhérisson Justin escreveu a letra para a música de Nicolas Geffrard (1761-1806), general, e um dos protagonistas da independência do Haiti em 1804. O hino possui o nome de Jean-Jacques Dessalines, o primeiro imperador do Haiti e um dos "pais" da independência do país. Nota-se que 97 anos separam a morte do compositor ao texto, o que significa que a música não foi originalmente composta como o hino nacional.
La Dessalinienne sucedeu, como hino nacional, Quand nos Aïeux brisèrent leurs entraves, que era o hino nacional haitiano anterior.

## Letra em crioulo haitiano
Pou Ayiti peyi Zansèt yo

Se pou-n mache men nan lamen

Nan mitan-n pa fèt pou gen trèt

Nou fèt pou-n sèl mèt tèt nou

Annou mache men nan lamen

Pou Ayiti ka vin pi bèl

Annou, annou, met tèt ansanm

Pou Ayiti onon tout Zansèt yo.

Pou Ayiti onon Zansèt yo

Se pou-n sekle se pou-n plante

Se nan tè tout fòs nou chita

Se li-k ba nou manje

Ann bite tè, ann voye wou

Ak kè kontan, fòk tè a bay.

Sekle,wouze, fanm kou gason

Pou-n rive viv ak sèl fòs ponyèt nou.

Pou Ayiti ak pou Zansèt yo

Fo nou kapab vanyan gason

Moun pa fèt pou ret avèk moun

Se sa-k fè tout Manman ak tout Papa

Dwe pou voye Timoun lekòl

Pou yo aprann, pou yo konnen

Sa Tousen, Desalin, Kristòf, Petyon

Te fè pou wet Ayisyen anba bòt blan.

Pou Ayiti onon Zansèt yo

Ann leve tèt nou gad anlè

Pou tout moun, mande Granmèt la

Pou-l ba nou pwoteksyon

Pou move zanj pa detounen-n

Pou-n ka mache nan bon chimen

Pou libète ka libète

Fòk lajistis blayi sou peyi a.

Nou gon drapo tankou tout Pèp.

Se pou-n renmen-l, mouri pou li.

Se pa kado, blan te fè nou

Se san Zansèt nou yo ki te koule

Pou nou kenbe drapo nou wo

Se pou-n travay met tèt ansanm.

Pou lòt, peyi, ka respekte-l

Drapo sila a se nanm tout Ayisyen.

## Letra em francês
Pour le Pays, Pour les ancêtres,

Marchons unis, Marchons unis.

Dans nos rangs point de traîtres!

Du sol soyons seuls maîtres.

Marchons unis, Marchons unis

Pour le Pays, Pour les ancêtres,

Marchons, marchons, marchons unis,

Pour le Pays, Pour les ancêtres.

Pour les Aïeux, pour la Patrie

Bêchons joyeux, bêchons joyeux

Quand le champ fructifie

L'âme se fortifie

Bêchons joyeux, bêchons joyeux

Pour les Aïeux, pour la Patrie

Bêchons, bêchons, bêchons joyeux

Pour les Aïeux, pour la Patrie.

Pour le Pays et pour nos Pères

Formons des Fils, formons des Fils

Libres, forts et prospères

Toujours nous serons frères

Formons des Fils, formons des Fils

Pour le Pays et pour nos Pères

Formons, formons, formons des Fils

Pour le Pays et pour nos Pères.

Pour les Aïeux, pour la Patrie

O Dieu des Preux, O Dieu des Preux!

Sous ta garde infinie

Prends nos droits, notre vie

O Dieu des Preux, O Dieu des Preux!

Pour les Aïeux, pour la Patrie

O Dieu, O Dieu, O Dieu des Preux

Pour les Aïeux, pour la Patrie.

Pour le Drapeau, pour la Patrie

Mourir est beau, mourir est beau!

Notre passé nous crie:

Ayez l'âme aguerrie!

Mourir est beau, mourir est beau

Pour le Drapeau, pour la Patrie

Mourir, mourir, mourir est beau

Pour le Drapeau, pour la Patrie.